# Herbita olivata
Herbita olivata là một loài bướm đêm trong họ Geometridae.